# Runcinia escheri
Runcinia escheri är en spindelart som beskrevs av Eduard Reimoser 1934. Runcinia escheri ingår i släktet Runcinia och familjen krabbspindlar. Inga underarter finns listade i Catalogue of Life.